# Parti réformateur libéral
De Parti réformateur libéral (PRL) was een Belgische Franstalige liberale politieke partij. Zij ging in 2002 op in de Mouvement Réformateur (MR).

## Geschiedenis
In 1972 splitste de unitaire PVV zich in een Vlaamse PVV en een Franstalige PLPW (Parti de la Liberté et du Progrès en Wallonie).
In 1976 smolt de PLPW samen met de gematigde vleugel van het RW (Rassemblement Wallon) tot de PRLW (Parti de Réformes et de la Liberté en Wallonie). Jean Gol stapte toen over van het RW naar de PRLW.
In 1979 werd, na de toetreding van de Franstalige Brusselse liberalen die tot dan een onafhankelijke partij hadden gevormd, de PRL opgericht.
In maart 2002 is de PRL opgegaan in de MR (Mouvement Réformateur), een verbond met de PFF (Partei für Freiheit und Fortschritt), het FDF (Front Démocratique des Francophones) en het MCC (Mouvement des Citoyens pour le Changement).

## Voorzitters

### Voorzitters PLPW
| Naam                    | Periode                            | Opmerkingen                                                                             |
| ----------------------- | ---------------------------------- | --------------------------------------------------------------------------------------- |
| Emile-Edgard Jeunehomme | 9 mei 1971 - 16 oktober 1973       | Van 9 mei 1971 tot 28 mei 1972 voorlopig voorzitter. Officieel verkozen op 28 mei 1972. |
| Joseph Moreau de Melen  | 16 oktober 1973 - 16 december 1973 | Waarnemend voorzitter.                                                                  |
| André Damseaux          | 16 december 1973 - 15 januari 1977 | Verkozen op 16 december 1973.                                                           |

### Voorzitter PRLW
| Naam           | Periode                       | Opmerkingen                   |
| -------------- | ----------------------------- | ----------------------------- |
| André Damseaux | 15 januari 1977 - 19 mei 1979 | Herkozen op 26 november 1977. |

### Voorzitters PRL
| Naam                               | Periode                            | Opmerkingen |
| ---------------------------------- | ---------------------------------- | --- |
| André Damseaux                     | 19 mei 1979 - 23 juni 1979         | |
| Jean Gol                           | 23 juni 1979 - 17 december 1981    | Verkozen op 23 juni 1979.                                                                                       |
| Louis Michel                       | 17 december 1981 - 20 januari 1990 | Waarnemend voorzitter tot 23 januari 1982. Officieel verkozen op 23 januari 1982, herkozen op 26 januari 1986.  |
| Daniel Ducarme en Antoine Duquesne | 20 januari 1990 - 15 maart 1992    | Verkozen op 16 december 1989, officieel geïnstalleerd op 20 januari 1990.                                       |
| Jean Gol                           | 15 maart 1992 - 18 september 1995  | Verkozen op 15 maart 1992, herkozen op 2 juli 1995. Overleden in functie.                                       |
| Louis Michel                       | 18 september 1995 - 16 juli 1999   | Waarnemend voorzitter tot 21 oktober 1995. Officieel verkozen op 21 oktober 1995, herkozen op 23 februari 1997. |
| Daniel Ducarme                     | 16 juli 1999 - 24 maart 2002       | Waarnemend voorzitter tot 21 november 1999. Officieel verkozen op 21 november 1999.                             |